# Rifugio Zsigmondy-Comici
Il rifugio Zsigmondy-Comici (tedesco Zsigmondy-Comici-Hütte) è un rifugio alpino dolomitico situato nelle Dolomiti di Sesto, nel territorio comunale di Sesto, in provincia di Bolzano, a 2.224 metri di altitudine, nel parco naturale Dolomiti di Sesto. Al tempo del fascismo, il rifugio prese il nome di rifugio Benito Mussolini. Si trova ai piedi della parete nord della Croda dei Toni (nota anche come Cima Dodici), 3.094 m s.l.m.

## Storia

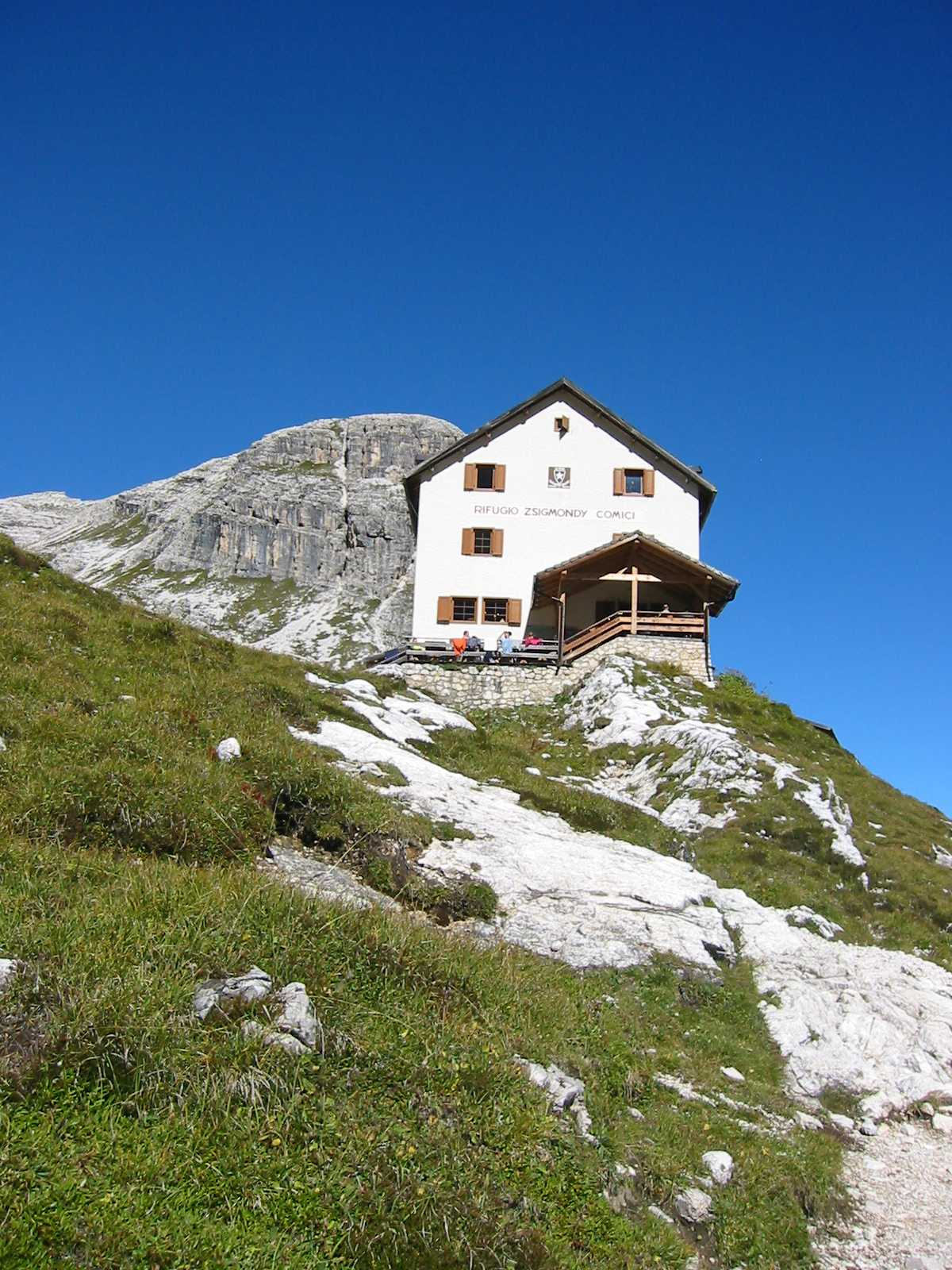
Il rifugio visto dal basso.

Il rifugio prende il nome dagli alpinisti Emil Zsigmondy ed Emilio Comici. Fu costruito dall'Alpenverein austriaco, ma fu distrutto durante la prima guerra mondiale. Fu quindi ricostruito nel 1928 e successivamente restaurato nel 1984.

## Accessi
- Dalla Capanna Fondovalle (1.548 m) in val Fiscalina, in due ore
- Da Auronzo attraverso il sentiero 103, in 5 ore
- Da Moso di Sesto (Moos) attraverso il sentiero, in 3 ore e mezza

## Ascensioni
- Cima Undici (3.092 m)
- Monte Popera (3.045 m)
- Croda dei Toni (Cima Dodici) (3.094 m)

## Traversate principali
- Dal rifugio parte la famosa strada degli Alpini
- È possibile raggiungere il rifugio Auronzo in due ore e mezza
- È possibile raggiungere il rifugio Pian di Cengia in un'ora e il rifugio Antonio Locatelli in due ore
- È possibile raggiungere il rifugio Carducci, attraverso la forcella Giralba, in un'ora
- È possibile raggiungere il rifugio Berti in cinque ore